# Graham Norton
Graham William Walker (n. 4 aprilie 1963, Clondalkin), mai cunoscut sub numele de artist Graham Norton, este un actor, comediant și moderator TV și autor irlandez.

## Apariții TV
- Carnal Knowledge
- Father Ted (1996 & 1998
- Bring Me The Head Of Light Entertainment
- So Graham Norton (1998-2002)
- Rex the Runt (2001)
- The Kumars at No. 42 (2001)
- Absolutely Fabulous (2002)
- V Graham Norton (2002-2003)
- NY Graham Norton (2004)
- The Graham Norton Effect (2004-2005)
- Graham Norton's Bigger Picture (2005-)
- Strictly Dance Fever (2005-2007)
- Bedtime Hour (2006-)
- How Do You Solve A Problem Like Maria? (2006)
- My Lovely Audience (2006-)
- Another Gay Movie (2006)
- When Will I Be Famous? (2007)
- The Graham Norton Show (2007)
- Kathy Griffin: My Life on the D-List (2007)
- Any Dream Will Do (2007)
- British Academy Television Awards (2007)
- Live Earth (2007)
- Concursul de dans Eurovision (2007)

## Radio
- Just a Minute

## Cinema
- Another Gay Movie aca Mr. Puckov

## Premii
- Best Entertainment Performance
- Best Talk Show
- Best Newcomer
- Gay Entertainer of the Year.